# Laomedea flexuosa
Laomedea flexuosa är en nässeldjursart som beskrevs av Joshua Alder 1857. Laomedea flexuosa ingår i släktet Laomedea och familjen Campanulariidae. Arten är reproducerande i Sverige. Inga underarter finns listade i Catalogue of Life.